# Phyo Zaw Khine
Phyo Zaw Khine (ur. 1 grudnia 1990) – birmański zapaśnik w stylu wolnym.
Srebrny medalista igrzysk Azji Południowo-Wschodniej w 2013 roku.